# Ольховський Андрій Олексійович
Андрі́й Олексі́йович Ольхо́вський (1977—2014) — старший лейтенант Збройних сил України, учасник російсько-української війни.

## Короткий життєпис
Народився 1977 року в місті Валки (Харківська область). 1998 року закінчив Військовий інститут Національної гвардії України.
В часі війни — командир взводу снайперів, 93-ї окремої механізованої бригади.
Загинув 29 серпня 2014-го при виходу з оточення під Іловайськом. Станом на 23 вересня 2014-го перебував у списках зниклих безвісти. Похований у Валках.
Без Андрія лишились дружина та доньки Катерина і Ніка.

## Нагороди та вшанування
За особисту мужність і героїзм, виявлені у захисті державного суверенітету та територіальної цілісності України, вірність військовій присязі під час російсько-української війни
- нагороджений орденом Богдана Хмельницького ІІІ ступеня (4.6.2015, посмертно)
- 12 жовтня 2016 року у місті Валки в рамках відзначення Дня захисника України відбулось відкриття меморіальної дошки на фасаді Валківського ліцею імені Олександра Масельського.[2]
- Його портрет розміщений на меморіалі «Стіна пам'яті полеглих за Україну» у Києві: секція 3, ряд 7 місце 39
- Вшановується 29 серпня на щоденному ранковому церемоніалі вшанування українських захисників, які загинули цього дня у різні роки внаслідок російської збройної агресії[3]
- Іловайський Хрест (посмертно)
- на його честь у Валках названо вулицю[4]
- почесний громадянин Валків (посмертно)[5]

## Галерея